# Nebengelenktiere

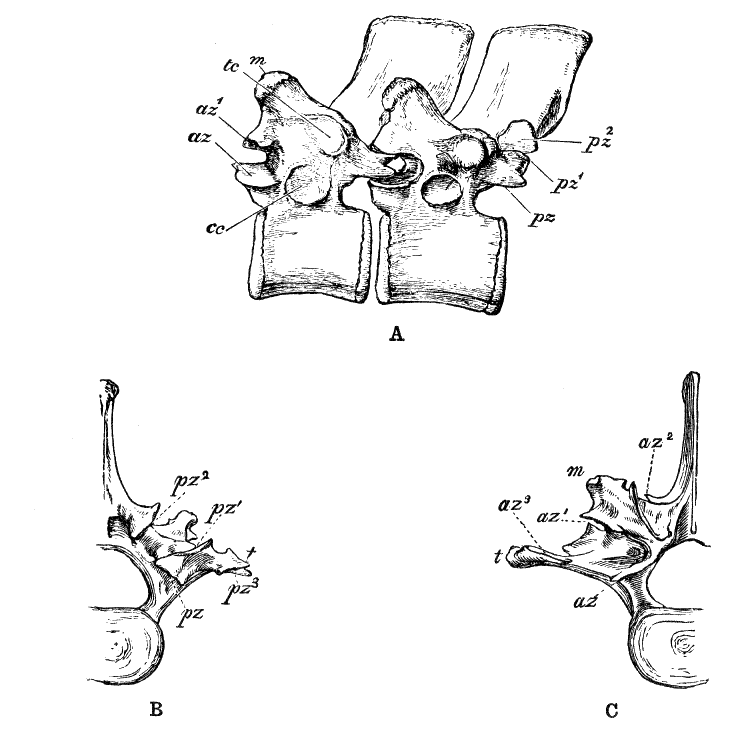
Wirbel des Großen Ameisenbären (Myrmecophaga tridactyla)
A, Seitenansicht des zwölften und dreizehnten Brustwirbels. B, Rückseite des zweiten Lendenwirbels. C, Vorderansicht des dritten Lendenwirbels, × ⅔. az, Vordere Zygapophyse; az^{1}, az^{2}, az^{3}, zusätzliche vordere Gelenkflächen; cc, Ansatzstelle der Rippe; m, Metapophyse; pz, hintere Zygapophyse; pz^{1}, pz^{2}, pz^{3}, zusätzliche hintere Gelenkflächen; t, Querfortsatz; tc, Ansatzstelle der Rippe. (Aus Flower’s Osteology.)

Die Nebengelenktiere (Xenarthra), gelegentlich auch noch als Zahnarme (Edentata) geführt, bilden eine Überordnung der Höheren Säugetiere. Sie umfasst zwei Ordnungen: die Zahnarmen (Pilosa), bestehend aus Ameisenbären und Faultieren, und die Gepanzerten Nebengelenktiere (Cingulata), die heute nur noch durch die Gürteltiere vertreten sind. Namensgebend sind ihre zusätzlichen Wirbelfortsätze am Rückgrat. Früher selbst als Ordnung geführt, gelten sie heute als eine der vier Hauptgruppen der Höheren Säugetiere und wurden daher zur Überordnung aufgewertet. Anders als im Falle der drei anderen Gruppen ist ihre enge Verwandtschaft traditionell unumstritten und morphologisch untermauert.

## Merkmale

### Allgemeine Charakteristika
Aufgrund ihrer Spezialisierung auf unterschiedliche Habitate und Lebensweise unterscheiden sich die drei Gruppen der Nebengelenktiere deutlich in ihrem Äußeren. Die Länge der rezenten Arten variiert von 12,5 Zentimetern bei den Gürtelmullen bis zu 120 Zentimetern beim Großen Ameisenbären. Das Gewicht schwankt dementsprechend zwischen 85 Gramm und 40 Kilogramm – ein Großteil der ausgestorbenen Riesenfaultiere und der Glyptodontidae waren allerdings deutlich größer.

### Definierende Merkmale
Die Nebengelenktiere besitzen mehrere einzigartige Merkmale, die sie schon forschungsgeschichtlich früh als eigenständige Gruppe innerhalb der Höheren Säugetiere abtrennen ließen. Das bedeutendste und namensgebende sind zusätzliche Gelenkflächen an den Wirbelbögen der hinteren Brust- und der Lendenwirbel, die sogenannten xenarthrischen Gelenke oder Xenarthrale (Nebengelenke). Alle Nebengelenktiere verfügen über jeweils zwei derartige Flächen seitlich und mittig des seitlichen Gelenkfortsatzes (Zygapophyse). Bei den einzelnen Entwicklungslinien innerhalb der Nebengelenktiere können noch weitere zusätzliche Gelenkflächen ausgebildet sein. Lediglich bei den Glyptodonten sind die Nebengelenke durch die vollständige Fusion der hinteren Wirbelsäule nicht mehr erkennbar. Darüber hinaus kommen noch weitere Merkmale vor. Hierzu gehören die Verknöcherung der Querfortsätze der Kreuzbeinwirbel mit dem Sitzbein des Beckens und die Einbindung der vorderen Schwanzwirbel in diese Struktur, so dass ein Synsacrum entsteht. Des Weiteren besteht ein komplexes Schulterblatt mit einer zweiten Schultergräte, einem sehr langen Acromion und einem ausgeprägten Coracoidfortsatz. Am Brustbein setzen verknöcherte Rippen an, die bei anderen Säugetieren überwiegend knorpelig ausgebildet sind. An den Händen und Füßen ist ein jeweils extrem verkürztes zweites Finger- und Zehenglied charakteristisch. Der Oberschenkelknochen besitzt bei allen Nebengelenktieren einen dritten Rollhügel (Trochanter) am Schaft, der lediglich bei einigen Riesenfaultieren durch den besonderen Bau des Knochens überdeckt ist. Am Schädel ist mit Ausnahme der Ameisenbären der Jochbogen vollständig ausgebildet, die beiden Bogenfortsätze sind aber nur in den seltensten Fällen miteinander verwachsen. Hinzu kommt ein kräftiger abwärts gerichteter Fortsatz. Das Gebiss ist stark überprägt und kann wie bei den Ameisenbären vollständig verloren gegangen sein. Bei den Faultieren und Gürteltieren sind die Zähne nur bedingt mit den verschiedenen Zahntypen der Höheren Säugetiere vergleichbar. Schneide- und Eckzähne kommen prinzipiell nicht vor. Das vorhandene Gebiss ist weitgehend homodont, die Zähne werden als molarenartig bezeichnet, schließen aber höchstwahrscheinlich die Prämolaren mit ein. Ausnahmen bilden hier die Zweifingerfaultiere und einige ausgestorbene Faultiere, deren jeweils erster Zahn eckzahnartig gestaltet ist, ohne diesem tatsächlich zu entsprechen. Generell sind die Zähne einfach gebaut, haben mit wenigen Ausnahmen keinen Zahnschmelz und sind häufig hochkronig. Als Besonderheit besitzt das Riesenfaultier 80 bis 100 Zähne, was die höchste Anzahl unter den landlebenden Säugetieren darstellt.

### Konvergenzen der spezialisierten Ameisenfresser
Im Vergleich mit den anderen Überordnungen gibt es einige interessante Fälle konvergenter Evolution: So haben beispielsweise die zu den Ursäugern gehörigen Ameisenigel (Tachyglossidae) und die zu den Laurasiatheria gehörigen Schuppentiere (Pholidota) wie die den Nebengelenktieren zugerechneten Ameisenbären (Vermilingua) als Anpassung an den Verzehr von Insekten und Würmern ihre Zähne verloren und dafür eine verlängerte Zunge ausgebildet.

## Verbreitung
Die Nebengelenktiere kommen heute, von dem auch im Süden Nordamerikas zu findenden Neunbinden-Gürteltier (Dasypus novemcinctus) abgesehen, ausschließlich in den Tropen Mittel- und Südamerikas vor, obwohl sie im Eozän auch in  Antarktika zu finden waren, und Riesenfaultiere bis ins Pleistozän in Nordamerika verbreitet waren.

## Evolution und Systematik

### Stammesgeschichte
Die Entstehung der Nebengelenktiere wird heute vor allem aufgrund von serologischen und molekularbiologischen Untersuchungen in der Kreidezeit vor etwa 90 bis 100 Millionen Jahren angenommen. Der Fossilbefund für die heute lebenden drei Taxa setzt dagegen erst im späten Paläozän (vor etwa 55 Millionen Jahren) für die Gürteltiere, im mittleren Eozän (vor etwa 45 Millionen  Jahren) für die Faultiere und im frühen Miozän (vor etwa 20 Millionen Jahren) für die Ameisenbären ein.
Aufgrund des frühesten erhaltenen Fossilfundes eines Ameisenbären in Europa, des Eurotamandua joresi aus dem mittleren Eozän in der Grube Messel bei Darmstadt, wird angenommen, dass sich die Nebengelenktiere entweder in Afrika oder im Bereich der Bruchlinien des späteren Südamerika und Antarktika bildeten und über die Tethys auch Europa erreichten. Diese These ist umstritten, wodurch die Frage nach der Herkunft des europäischen Ameisenbären noch weitestgehend offen ist. Eine phylogenetische Untersuchung auf der Basis morphologischer Merkmale rezenter und fossiler Taxa aus dem Jahr 1998 platziert Eurotamandua joresi an der Basis der Ameisenbären oder alternativ an der Basis aller Zahnarmen. Andere Untersuchungen legen stattdessen nahe, dass E. joresi identisch ist mit dem ebenfalls aus der Grube Messel stammenden und als Schuppentier identifizierten Fossil Eomanis krebsi; letzteres stufen sie als Jungtier von E. joresi ein. Dem wird vom Entdecker beider Fossilien, Gerhard Storch und seinen Mitarbeitern, widersprochen, indem er auf diverse gravierende Unterschiede der Knochen hinweist.

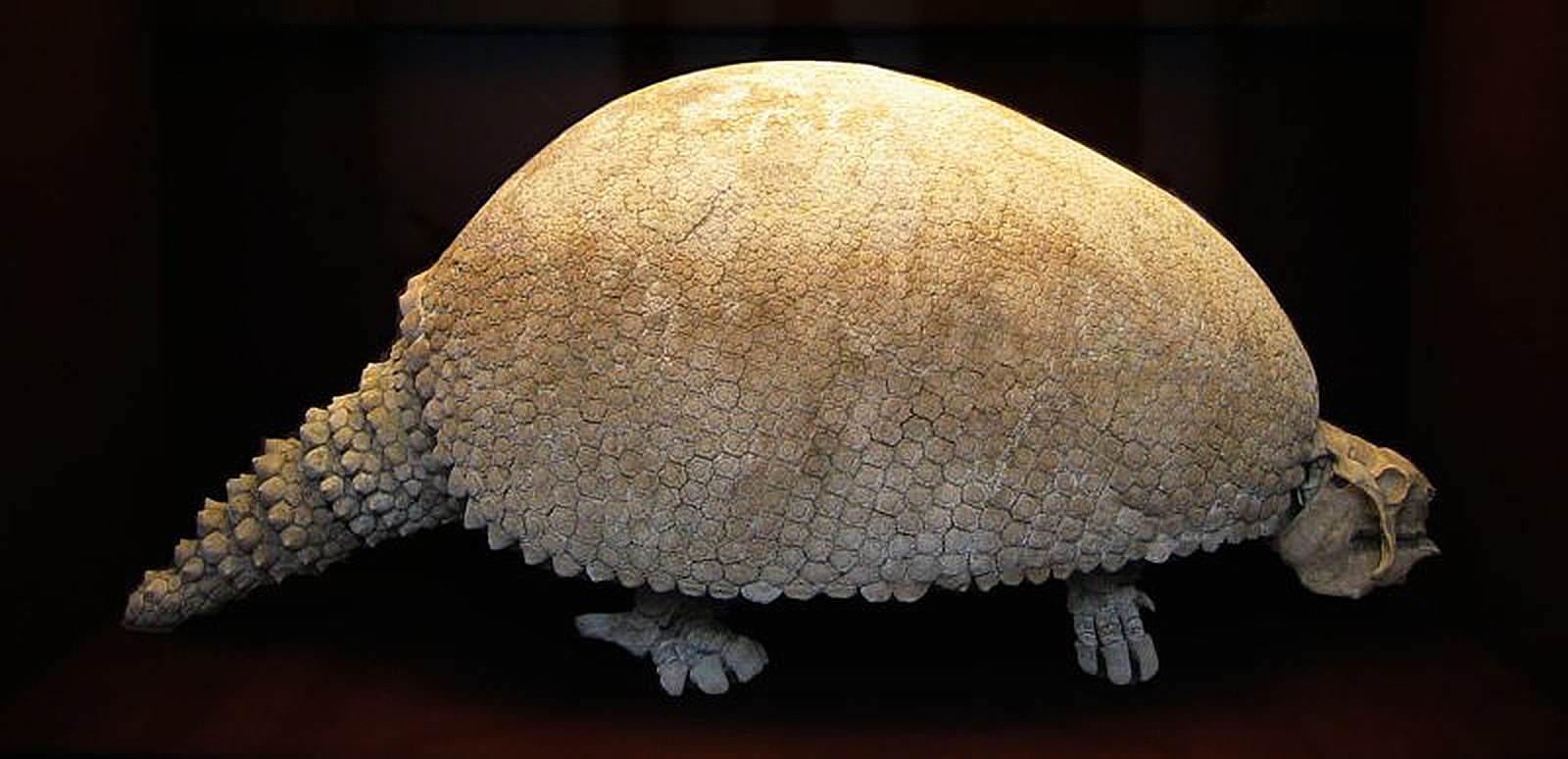
Glyptodon

Wenn die Nebengelenktiere nicht schon aus Südamerika stammen, sind sie vermutlich um die Wende von Kreidezeit und Tertiär aus Antarktika dorthin eingewandert. Auf dem Kontinent kam es zur Ausbildung einer relativ großen Artenvielfalt innerhalb dieser Tiergruppe. Fossil sind über 200 Arten belegt, darunter Riesenformen wie die Riesenfaultiere oder die Glyptodontidae. Einige Forscher vertreten die Ansicht, auch die Südamerikanischen Huftiere (Meridiungulata), eine ausgestorbene Gruppe pflanzenfressender Tiere, könnten mit den Nebengelenktieren verwandt sein.

### Externe Systematik
Die Nebengelenktiere gelten heute vor allem auf der Basis molekularbiologischer Untersuchungen neben den Afrotheria, den Euarchontoglires und den Laurasiatheria als eines der rezenten vier großen Taxa innerhalb der Höheren Säugetiere (Eutheria).
Während die Laurasiatheria und die Euarchontoglires mit sehr großer Wahrscheinlichkeit die gemeinsame Gruppe der Boreoeutheria bilden, ist die Position der Nebengelenktiere und der Afrotheria in Relation zu den Boreoeutheria noch nicht vollständig geklärt – alle drei möglichen Varianten werden diskutiert und finden Bestätigung in unterschiedlichen molekularbiologischen Untersuchungen.
Eine Variante positioniert die Nebengelenktiere als ursprünglichste Gruppe an die Basis der Höheren Säugetiere und somit als Schwestergruppe aller anderen Taxa, die in dem Fall als Epitheria zusammengefasst werden. Diese Variante wird sowohl molekularbiologisch als auch morphologisch, auf der Basis des Aufbaus des Innenohres, vorgeschlagen.
| Epitheria | \| \| Afrotheria \| \| \| \| \| \| Boreoeutheria \| \| \| \| |
|           | \| \| Afrotheria \| \| \| \| \| \| Boreoeutheria \| \| \| \| |
|           | Nebengelenktiere (Xenarthra)                                 |
|           |                                                              |
|           | Afrotheria                                                   |
|           |                                                              |
|           | Boreoeutheria                                                |
|           |                                                              |

|  | Afrotheria    |
|  |               |
|  | Boreoeutheria |
|  |               |

Alternativ werden jedoch auch die Afrotheria als ursprünglichste Gruppe vorgeschlagen.
| Exafroplacentalia (Notolegia) | \| \| Nebengelenktiere (Xenarthra) \| \| \| \| \| \| Boreoeutheria \| \| \| \| |
|                               | \| \| Nebengelenktiere (Xenarthra) \| \| \| \| \| \| Boreoeutheria \| \| \| \| |
|                               | Afrotheria                                                                     |
|                               |                                                                                |
|                               | Nebengelenktiere (Xenarthra)                                                   |
|                               |                                                                                |
|                               | Boreoeutheria                                                                  |
|                               |                                                                                |

|  | Nebengelenktiere (Xenarthra) |
|  |                              |
|  | Boreoeutheria                |
|  |                              |

Eine dritte Theorie schließlich fasst die Afrotheria und die Nebengelenktiere als ein Taxon namens Atlantogenata zusammen und stellt dieses den Boreoeutheria gegenüber.
| Atlantogenata | \| \| Nebengelenktiere (Xenarthra) \| \| \| \| \| \| Afrotheria \| \| \| \| |
|               | \| \| Nebengelenktiere (Xenarthra) \| \| \| \| \| \| Afrotheria \| \| \| \| |
|               | Boreoeutheria                                                               |
|               |                                                                             |
|               | Nebengelenktiere (Xenarthra)                                                |
|               |                                                                             |
|               | Afrotheria                                                                  |
|               |                                                                             |

|  | Nebengelenktiere (Xenarthra) |
|  |                              |
|  | Afrotheria                   |
|  |                              |

### Interne Systematik

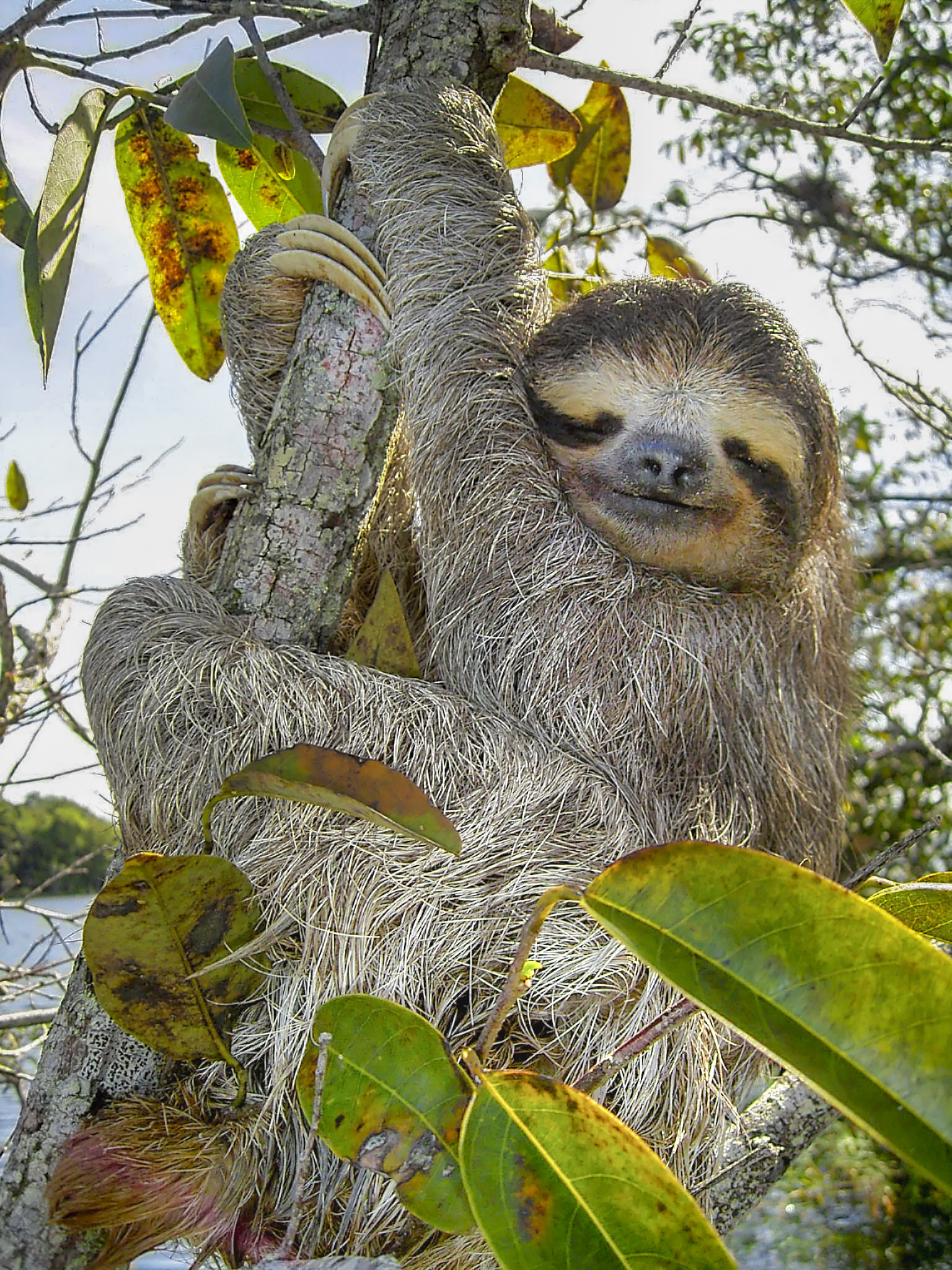
Dreifingerfaultier

Die Monophylie der Nebengelenktiere gilt als unstrittig und wird durch eine Reihe von morphologischen Merkmalen, darunter die namensgebenden zusätzlichen Gelenkungen der Wirbelsäule, Becken- und Schädelmerkmale, und durch verschiedene molekularbiologische Studien unterstützt. Anders als bei den bekannten fossilen Arten ist die Artenanzahl der rezenten Nebengelenktiere sehr begrenzt. Sie stellen heute mit nur 37 Arten lediglich 1,2 % der Artenvielfalt der Höheren Säugetiere. Sie werden in zwei Ordnungen unterteilt:
- die Zahnarmen (Pilosa), welche die sechs Arten der Faultiere (Folivora) und die zehn Arten der Ameisenbären (Vermilingua) umfassen

- Faultiere (Folivora)

- Dreifinger-Faultiere (Bradypodidae) mit fünf Arten der Gattung Bradypus
- Zweifinger-Faultiere (Megalonychidae) mit zwei Arten der Gattung Choloepus

- Ameisenbären (Vermilingua)

- Zwergameisenbären (Cyclopes) mit insgesamt sieben Arten
- Großer Ameisenbär (Myrmecophaga tridactyla)
- Tamanduas (Tamandua) mit zwei Arten: den Nördlichen Tamandua (T. mexicana) und den südlichen Tamandua (T. tetradactyla).

- die Gepanzerten Nebengelenktiere (Cingulata), zu denen die heutigen Gürteltiere (21 Arten) sowie die ausgestorbenen Glyptodontidae, die Pampatheriidae, die Peltephilidae und die Palaeopeltidae zählen

- Dasypodidae (Langnasengürteltiere)

- Langnasengürteltiere (Dasypus) mit sieben Arten, darunter das Neunbinden-Gürteltier (D. novemcinctus)

- Chlamyphoridae

- Chlamyphorinae (Gürtelmulle)

- Gürtelmull (Chlamyphorus truncatus)
- Burmeister-Gürtelmull (Calyptophractus retusus)

- Euphractinae

- Zwerggürteltier (Zaedyus pichiy)
- Sechsbinden-Gürteltier (Euphractus sexcinctus)
- Borstengürteltiere (Chaetophractus) mit zwei Arten

- Tolypeutinae

- Riesengürteltier (Priodontes maximus)
- Kugelgürteltiere (Tolypeutes) mit zwei Arten
- Nacktschwanzgürteltiere (Cabassous) mit vier Arten

Ein Kladogramm der heute lebenden Nebengelenktiere sieht entsprechend wie folgt aus:
| Zahnarme (Pilosa) | \| \| Faultiere (Folivora) \| \| \| \| \| \| Ameisenbären (Vermilingua) \| \| \| \| |
|                   | \| \| Faultiere (Folivora) \| \| \| \| \| \| Ameisenbären (Vermilingua) \| \| \| \| |
|                   | Gürteltiere (Dasypoda)                                                              |
|                   |                                                                                     |
|                   | Faultiere (Folivora)                                                                |
|                   |                                                                                     |
|                   | Ameisenbären (Vermilingua)                                                          |
|                   |                                                                                     |

|  | Faultiere (Folivora)       |
|  |                            |
|  | Ameisenbären (Vermilingua) |
|  |                            |